# Andreas Gabalier
Andreas Gabalier (* 21. listopadu 1984 Graz) je rakouský zpěvák lidové hudby.
Andreas Gabalier pochází ze Štýrska a původně studoval práva, lidové hudbě věnuje od roku 2009. V Rakousku se stal známým již svým debutovým albem Da komm’ ich her (2009). Jeho další alba (Herzwerk, Volks-Rock'n'Roller, Home Sweet Home) se stala nejprodávanějšími deskami v Rakousku. V roce 2013 vyhrál Amadeus Award v kategorii lidové hudby.